# Келтска митологија
Стари Келти су били политеисти, те стога келтска митологија обухвата читав пантеон божанстава. Уз то, будући да су насељавали прилично велико пространство, Келти са различитих подручја су имали и различите богове.
Нажалост, већина митова и веровања Келта који су настањивали данашњу Француску и Шпанију се изгубила још у време римских освајања. Оно са чим се данас можемо упознати су митови и легенде оног дела келтског народа који се под притиском Германа повукао на Британска острва. Њихова предања су делом сачувана чак и у средњовековним записима.

## Друиди
Друиди су били свештенички сталеж код старих Келта.

## Трострука божанства
Трострука божанства су била релативно честа појава, не само у келтској митологији, већ и у већини политеистичких религија. Често су била женског пола, три сестре, обично идентичног изгледа, а неретко и истог имена.

## Подела келтске митологије
У келтској митологији постоје извесне подгрупе, међусобно више или мање повезане. Најидеалнија подела би била према самој подели келтских језика, и то на:
- Галско-британско-романски пантеон, код којег је келтски језик претрпео велике промене под утицајем .
- Митологију на гелику:
  - Ирски пантеон
  - Шкотски пантеон
- Велшки пантеон оног дела келтског народа који се користио бретонским језиком.

### Галска и британска митологија
Мада постоје сличности са божанствима осталих келтских групација, у овом пантеону се може приметити јак утицај Римљана и латинског језика. Тај утицај је био толико интензиван, да се ова грана митологије често назива и гало-римском. Због недостатка писаних докумената, до главних сазнања из ове области се дошло археолошким испитивањима.
| - Абандинус () - Абелио () - Абноба () - Авенција () - Авета () - Агрона () - Алајсиаге () - Адсулата () - Алаунус () - Алисанос () - Амбисагрус () - Андарта () - Андрасти () - Анекстиомарус () - Анкамна () - Анкаста () - Антеноситикус () - Ардуина () - Арвернус () - Арнемеција () - Арцио () - Ауфаније () - Баринтус () - Белату-Кадрос () - Беленус () - Белисама () - Борво () - Бормана () - Бриганција () - Брикта () - Британија () - Буксенус () - Вербеја () - Верностонос () - Ветерис () - Визуцијус () - Винотонус () - Виридос () - Восегус () | - Гебринијус () - Гранус () - Гонција () - Гланис () - Дамара () - Дамона () - Дии Касес () - Дис Патер () - Есус () - Епона () - Ерикура () - Икаунус () - Иковелауна () - Инсиона () - Интарабус () - Јаланос () - Јовантукарус () - Југа () - Кама () - Кампестрес () - Камулос () - Канетонесис () - Катубодва () - Катурикс () - Керунос () - Клота () - Кнабетијус () - Ковентина () - Кондатис () - Контребис () - Коцидијус () - Латис () - Латос () - Ленус () - Литавис () - Лугус () - Луксовијус () - Лусетиос () - Маирие () | - Матрес () - Матунос () - Маскирани духови () - Мапонос () - Могунс () - Мокус () - Моритасгус () - Муло () - Нантосуелта () - Немаузус () - Неметона () - Неријус () - Нехалениа () - Ноденс () - Огмиос () - Рикагумбеда () - Ритона Притона () - Робур () - Розмерта () - Рудијанос () - Сабрина () - Сатијада () - Сегомо () - (Богиња) Секуана (Секвана) (() ) - Сенуа () - Сиколијус () - Симбријанус () - Сирона () - Смертиос () - Сулевије () - Сулис () - Суцелос () - Тамезис () - Таранис () - Тарвос Тригаранос () - Тридамос () - Тутатис (Теутатес) () - Фагус () - Цисонијус () |

### Ирска митологија
Ирска митологија је претрпела извесне промене приликом христијанизације, али је и даље најбоље очувала оригинална веровања и митове древних Келта. Бројни митови и легенде описани су у средњовековним збиркама, сврстаним у следеће циклусе: Митски циклус, Алстерски циклус, Фенијански циклус и Историјски циклуси.
| - Абартах () - Авен () - Аи () - Аивел() - Аимен () - Аине () - Анан () - Ангус Мак инд Ок () - Бадуб () - Балор () - Банба () - Бе Киле () - Бебион () - Бевин () - Бег () - Бирог () - Боан () - Бодуб Дерг () - Бреа () - Брес () - Бриан () - Бригид () - Бронах () - Гоивну () - Дагда () - Дану () - Диармуд Уа Дуивна () - Диен Кехт () | - Дон () - Егобаил () - Елата () - Ериу () - Ермед () - Ернмас () - Етаин () - Етлин () - Етне () - Иухар () - Иухарба () - Каилеах () - Канола () - Кармун () - Кер () - Кесир () - Кетен () - Кетлин () - Киан () - Клиодна () - Кредне () - Кром Дув () - Кром Круах () - Ку () - Ку Рои () - Ли Бан () - Лир () - Луг () | - Лухтаин () - Маб () - Мак Греине () - Мак Кехт () - Мак Кил () - Мананан Мак Лир () - Маха () - Мев Ледерг () - Миах () - Мидир () - Мориган () - Муг Руит () - Нехтан () - Немаин () - Ниев () - Нит () - Нуада () - Огма () - Плор на м Бан () - Таилтиу () - Тетра () - Фанд () - Фионуала () - Флидаис () - Фодла () - Џерод () - Шила на Гиг () |

### Шкотска митологија
- Аластир (Alastir)
- Диа Гриене (Dia Griene)
- Ингеан Виде (Inghean Bhuidhe)
- Каилеах (Cailleach)
- Ласаир (Lasair)
- Латиаран (Latiaran)
- Осиан (Осин) (Ossian, Oisín)
- Шонеј (Shoney)

### Велшка митологија
| - Авалок () - Аметон () - Араун () - Арианрод () - Бевин () - Бели () - Блодеуед () - Бран Благословени () - Брануен () - Гвен Теир Брон () - Гвидион () - Гвидно () - Гвин ап Нуд () - Гилфетуи () - Гованон () - Деви () - Дилан Еил Тон () - Дон () - Дуин () - Дуифан () - Елен () - Ефнисиен () - Еуросиуд () - Јисбададен () | - Касуалаун () - Керидуен () - Кехирит () - Кигва () - Кредилад () - Кулхух () - Леи Лау Гифес () - Лир () - Луд () - Мабон () - Манавидан () - Мат ап Матонви () - Мирдин Вилт () - Модрон () - Нисиен () - Огируан () - Олуен () - Пенардун () - Придери () - Пуил () - Рианон () - Талиесин () - Хафган () |

## Туата Де Данан
Туата Де Данан (Tuatha Dé Danann), у преводу „људи богиње Дану", су били митско племе које је насељавало Ирску пре доласка Келта. Мада су били смртни, имали су огромне моћи и стари Келти су их третирали као богове. Неки од њих су:
| - Абартах () - Авен () - Алаи () - Алод (Лер) () - Ангус () - Аои () - Ану () - Бадуб () - Бадуб () - Балор () - Бе Киле () - Бег () - Бек-Фелмас () - Беотах () - Боан () - Бодуб Дерг () - Бреа () - Брес () - Бриан () - Бригид () - Гоивну () - Дагда () - Дану () - Делбает () - Делбает други () - Делбает трећи () - Диен Кехт () | - Дон () - Дот () - Елата () - Елкмар () - Ена () - Еохид () - Ериу () - Ермед () - Ернмас () - Есар Брек () - Етарлам () - Етарлам Други () - Етниу () - Индаи () - Иухар () - Иухарба () - Јарбонел Фаид () - Јобах () - Кермаит () - Кетен () - Киан () - Кредне () - Ку () - Ленан сиде () - Лиа Фаил () - Луг () - Лухта () | - Мак Греине () - Мак Кехт () - Мак Кил () - Мананан Мак Лир () - Маха () - Миах () - Мидир () - Мориган () - Муриас () - Нехтан () - Немаин () - Немед () - Нив () - Нит () - Нуада () - Огма () - Олам () - Орда () - Табарн () - Табарн () - Тат () - Туирен () - Фиеха () - Фиехна () - Фодла () - Шиде () |